# الکساندر استانهوپ کاب
الکساندر استانهوپ کاب (انگلیسی: Alexander Cobbe; ۶ ژوئن ۱۸۷۰ – ۲۹ ژوئن ۱۹۳۱) فرد نظامی اهل راج بریتانیا بود. وی همچنین برندهٔ جوایزی همچون صلیب ویکتوریا شده‌است.